# Gorp en Roovert

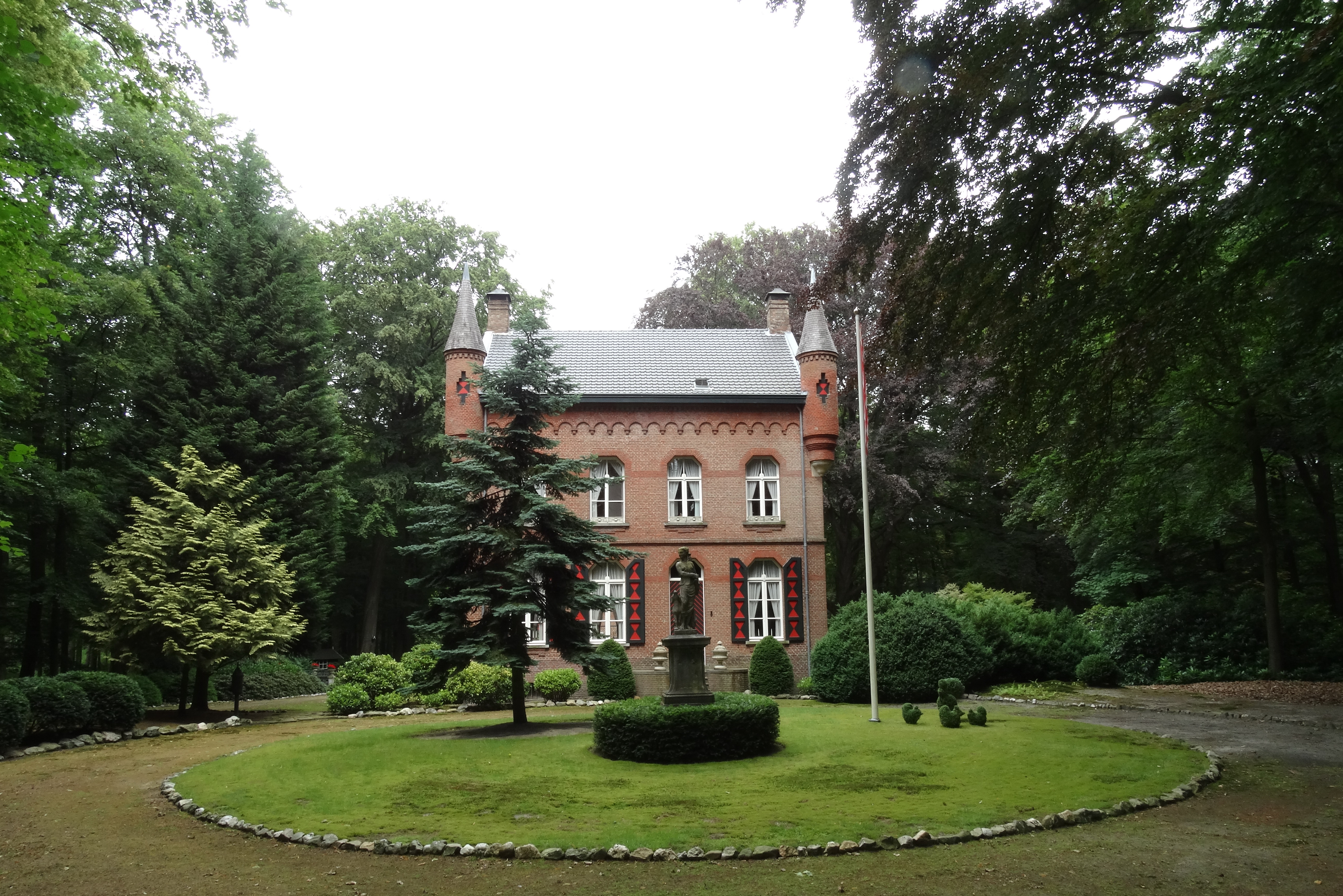
Neogotisch jachthuis op Landgoed Gorp & Roovert, ook wel "Het Kasteel" genoemd

Landgoed Gorp en Roovert is een uitgestrekt landgoed (1200 ha) met oude loof-, naald- en gemengde bossen, cultuurgronden, heide, vennen en over een lengte van vijf kilometer een nog volop meanderende Rovertse Leij met enkele afgesneden oude meanders. Het landgoed is in het bezit van de familie Van Puijenbroek en toegankelijk gemaakt voor het publiek.
Het landgoed Gorp en Roovert bevindt zich in het grensgebied tussen Goirle, Hilvarenbeek en Poppel. De weg van Hilvarenbeek via Roovert over de grens naar Poppel was vroeger de belangrijkste doorgaande verbinding, maar door de aanleg van de Poppelse Weg in 1855 en de verplaatsing van het grenskantoor naar deze weg werd de betekenis van de oude weg (ook genaamd Roovert) sterk verminderd. De brug over de van België komende Rovertse Leij met de grenspaal uit 1843 (met de Nederlandse Leeuw aan de ene, en de Vlaamse Leeuw aan de andere kant), de oude verbindingsweg zelf, en de net over de grens gelegen kapel vormen een waardevol cultuurhistorisch ensemble.
Het gebied bestaat uit oude loof-, naald- en gemengde bossen, heide en enkele vennen, waarvan Haneven, Biesbosch, Papschot en Bankven de belangrijkste zijn. Het Papschot wordt omringd door een vochtig heidegebied met klokjesgentiaan en witte snavelbies. Wulp en wintertaling broeden hier, terwijl groenpootruiter, zwarte ruiter, tureluur en oeverloper hier eveneens verblijven.
De bossen langs de Rovertse Leij hebben de grootste natuurwaarde. Hier zijn vele broedvogels, zoals bosuil, zwarte specht en andere spechtensoorten, boomklever, goudvink, vuurgoudhaantje, kruisbek, wielewaal en fluiter.
Naast bos en natuurgebied bezit het landgoed ook circa 400 ha landbouwgronden.

## Geschiedenis

### 1312-1819
Oorspronkelijk lag op de plaats van het huidige landgoed een uitgestrekt heidegebied, waarbinnen zich een aantal kleinere landbouwenclaves bevonden. Deze waren leengoederen van de Hertog van Brabant. Hieronder behoorde onder meer de hoeve van Gorop. De familie Van Gorp, ook Schellekens genaamd, was leenman van vóór 1312 tot 1556. Daarna volgden nog tal van eigenaren. In 1758 kwam Gorp in handen van notaris Cornelis Bles uit Tilburg. Cornelis en zijn broer Marcellus Bles hadden fortuin gemaakt in de koloniën die de Republiek der Verenigde Nederlanden toen bezat. Cornelis investeerde zijn kapitaal in onroerend goed. Hij legde een dijk (verhoogde weg) aan van Roovert naar de Goirlese Watermolen die het mogelijk maakte om met karren dwars door de heijde naar Goirle en verder naar Tilburg, Waalwijk of elders te varen, waar wij onze granen ter markte brengen. Ook legde hij reeds bossen aan, waaronder het Starrebosch (sterrenbos) te Gorp, ook bekend als De Oude Warande, met in het midden ... een schoone vischvijver, op welken alle de wandeldreven uitlopen, een situatie die nog steeds bestaat. In 1790 stierf Cornelis en zijn weduwe, Marthe Cathérine Peneux, stierf in 1799. Vele erfgenamen verbleven toen echter in het buitenland en uijthoofde der troubles van oorlog duurde het enige tijd voor de erfenis kon worden verdeeld. Cornelis' zoon Govert Jacob Bles, notaris te Boxtel, verkreeg het landgoed, maar hij had schulden zodat hij, tot voorkoming van geregtelijke uitwinning, het landgoed in 1819 verkocht.

### 1819-1920
Koper werd Paul Joseph Jean de Bosschaert, een rijke en adellijke Antwerpse grootgrondbezitter die ook een kasteel te Bouwel bezat. Hij overleed in 1836, waarop Isabella de Bosschaert de Bouwel de nieuwe eigenaresse werd. Deze overleed kinderloos in 1852 waarop haar vier nichten, allen luisterend naar de familienaam Della Faille, erfgename werden. Uiteindelijk kwam het in handen van Coralie du Fontbarré de Fumal, die de dochter was van Eugenie della Faille. Coralies man was Eugène de Zerezo de Tejada. Nadat Coralie in 1868 gestorven was kwam het landgoed in bezit van dit oorspronkelijk uit Spanje afkomstige geslacht dat naar verluidt zou afstammen van Sancho de Tejada die bevelhebber was in de strijd tegen de Moren bij Clavijo in 862. Eugène werd in 1871 tot baron verheven en ook was hij volksvertegenwoordiger in België.
Eugène liet te Gorp, vlak bij de warande, een jachthuis bouwen, tegenwoordig als Het Kasteeltje bekend. In 1887 overleed hij en werd begraven te Veerle. Het landgoed kwam in handen van zijn zoon, Gustave de Zerezo de Tejada, maar deze verbraste zijn geld en leidde een avontuurlijk leven dat reeds in 1895 eindigde te Oran. Reeds in 1894 werden zijn onroerende bezittingen verkocht en een aantal boerderijen op Rovert kwamen in handen van Emile Huijsmans, notaris te Diessen, die in 1899 ook landgoed Annanina's Rust in bezit zou krijgen. Hoewel van heerlijke rechten geen sprake meer was, noemde Huijsmans zich gaarne heer van Aalst en Thulden. Hij stierf in 1920.

### 1920-heden
Huijsmans weduwe, Maria Louise Henriëtte Sletering verkocht haar bezit op Roovert aan Eduard van Puijenbroek, textielfabrikant (HaVeP) te Goirle. Het bezit op Gorp werd verkocht aan Willem Jan Hubert van Beusekom, een afstammeling van de laatste halfheer van Hilvarenbeek en gehaat bij de plaatselijke bevolking die hij als dom en lui placht te kenschetsen. Van Beusekom stierf in 1936, en meerdere kopers dongen naar zijn bezittingen. Van Puijenbroek had ondertussen in 1927 het Bankven gekocht, en in 1929 het landgoed Tulder te Esbeek. In 1939 deed hij dit over aan Maatschappij "De Utrecht", maar in ruil daarvoor mocht hij het landgoed Gorp kopen, waar "De Utrecht" eveneens belangstelling voor had.
Aldus ontstond een vrijwel aaneengesloten landgoed, met daarin een enclave van ongeveer veertig hectare die eigendom van de familie Van Beusekom bleef en De Nieuwe Hoef heette. Gedurende de jaren 60 van de 20e eeuw kwam deze enclave in bezit van de stichting Brabants Landschap en staat nu bekend als Gorp de Leij. Het veel grotere landgoed Gorp en Roovert bleef in bezit van de familie Van Puijenbroek.

## Gedenkplaats

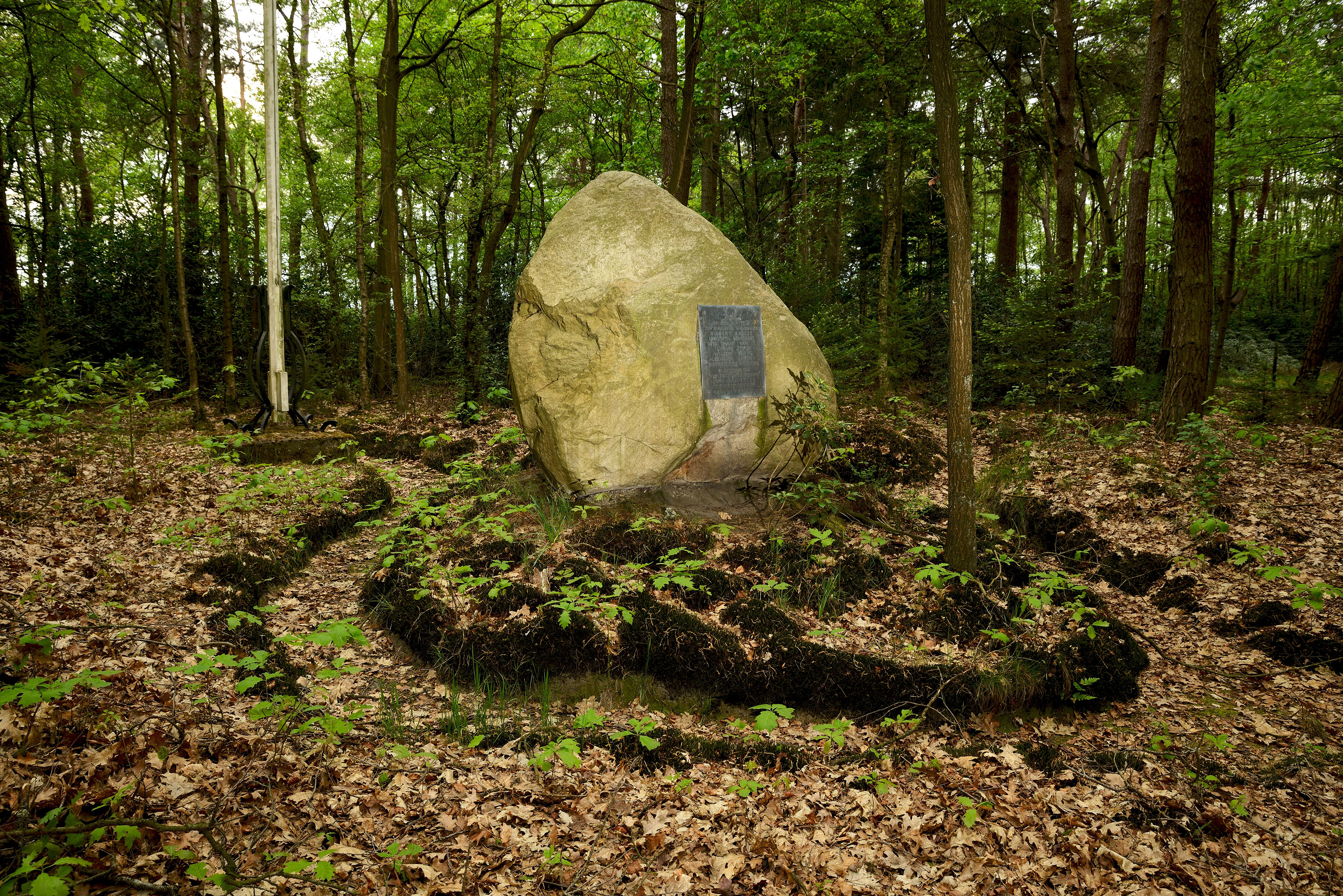
Gedenkmonument op landgoed Gorp en Roovert

Op 15 augustus 1942 werden op het landgoed Gorp en Roovert vier gijzelaars uit het kamp Sint-Michielsgestel gefusilleerd als represaille voor een aanslag door het verzet in Rotterdam, namelijk Robert Baelde, Willem Ruys, Christoffel Bennekers en Otto Ernst Gelder van Limburg Stirum. Tegelijk werd Alexander Schimmelpenninck van der Oye gefusilleerd, die daartoe van huis was opgehaald.
Op 14 augustus 1945 werd hiervoor een gedenkplaats ingericht waaraan in 1946 een monument is toegevoegd.